# 歯木

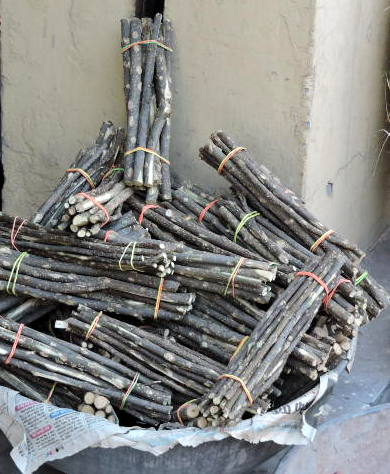
インドで使用されている歯木

歯木（しもく、しぼく）とは、木の枝・根の片側をほぐして歯磨きのように使用し、またもう片方は爪楊枝のように使用される場合もある、虫歯や歯周病を予防する口腔衛生用のツールである。

## 歴史
特定の植物の小枝または根を使用した口腔衛生ツールの痕跡は、紀元前3500年のバビロニア、紀元前3000年のエジプトの墓などからも見つかっている。紀元前1600年の中国の記述からも見ることができる。
ヨーロッパでは、ナイフや爪楊枝のような木片で歯の間を掃除し使用していたが、布でふくこともあり、そのあたりは割と無頓着であった。
20世紀以降でも、それらはアフリカから中東、インド、ミャンマー、アメリカなど広く使用されている。
宗教
- 仏教：古代インドで使われたサンスクリット語で、ダンタカーシュタ（ダンタ＝歯、カーシュタ＝木）という単語がある。紀元前5世紀に仏陀が弟子たちへの教えをまとめた律蔵の中に、ダンタカーシュタを使用するようにというものも含まれていた[5]。これが、中国に伝わると楊柳の枝から作られたことから、楊枝となり、それが日本に伝わり、爪楊枝・房楊枝などが江戸時代ごろまで作られるようになった[6]。
- ユダヤ教の戒律をまとめたタルムードには、ケゼム（qésem）という爪楊枝のような木片で歯を掃除することが書かれている[7][8]。
- イスラム教では預言者言行録（ハディース）を通じて、預言者ムハンマドがミスワーク（英語版）（مِسْوَاك, miswāk）もしくはスィワーク（سِوَاك, siwāk）と呼ばれる歯木をムハンマド自身が使用しかつ人々にも勧めていたことが伝えられており[9][10][11]、現代でも歯木を使う信徒が多い。またミスワーク（スィワーク）成分入り歯磨き粉も売られている・

## 素材
- インド：主にニーム、バブール（英語版）[3]、仏教では（菩提樹）。アーユルヴェーダでは、ドーシャ（英語版）（体質）にあったもので好みの香りの枝を用いる[10]。
- 中東：Salvadora persica（英語版）（ピール）[3]
- ミャンマー：竹[3]
- アフリカ：胡桃[3]
- 中国：楊柳[6]
- 日本：主にクロモジ、その他に柳、桃、杉、竹など（京都の粟田口、江戸の浅草産の楊枝が有名だった）[6]。吉野川近くに繁茂しているアロエの一種の楊枝草は、空海が歯痛の子供を救った逸話とともに大正時代まで使用されていた[10]。